# Naprava za nočno gledanje
Nočnogled, naprava za nočno opazovanje oziroma naprava za nočno gledanje je optična naprava, ki omogoča predstavitev podob v pogojih teme. Naprave za nočno gledanje se uporabljajo na vojaškem in civilnem področju.

## Delovanje
Naprave za nočno gledanje so ojačevalniki svetlobe, ki zbirajo in ojačujejo svetlobo v vidnem in bližnjem infrardečem spektru. Svetloba se zbira s pomočjo leč, nato pa se usmeri na fotokatodo, ki svetlobo pretvori v tok elektronov. Tok elektronov se nato z uporabo visoke napetosti pospeši, s čimer se energija elektronov poviša. Elektroni nato zadenejo zaslon iz fosforja, ki snop elektronov pretvori nazaj v vidno sliko. Zaradi dejstva, da je človeško oko najbolj občutljivo za zeleno barvo, tudi fosfor generira sliko v zeleni barvi.
Prve naprave (označene tudi kot Generacija 0), ki so se pojavile v tridesetih letih, so bile dokaj neučinkovite in so zahtevale aktivno osvetljevanje opazovane okolice z virom infrardeče svetlobe, kar je pomenilo, da so bili uporabniki takih naprav opazni za druge uporabnike. 
Kasnejše različice so dosegle boljšo učinkovitost z uporabo bolj občutljivih materialov za izdelavo fotokatod in načini za povečevanje števila elektronov. Prve uporabne različice so uporabljale kaskado več ojačevalnikov svetlobe, kar je pomenilo nekoliko večjo dimenzijo naprave. To je omogočilo pasivno delovanje na podlagi šibke svetlobe (npr. zvezd), brez potrebe po aktivnem IR osvetljevanju, zato je bila ta zasnova pogosta pri ojačevalnikih svetlobe prve generacije.
Pri 2. in 3. generaciji je velik napredek omogočila uvedba mikrokanalne plošče, ki generira sekundarne elektrone in s tem doseže večje ojačenje svetlobe z manjšim popačenjem slike. Mikrokanalna plošča pa pri delovanju ustvarja tudi pozitivne ione, ki se nalagajo na fotokatodo in v relativno kratkem času močno zmanjšajo njeno občutljivost, zato se uporabljajo nanosi, ki preprečijo oddajanje pozitivnih ionov.
Napetost za pospeševanje elektronov je bila pri zgodnejših napravah konstantna. Pri modernih ojačevalnikih svetlobe se njena jakost spreminja v odvisnosti od okoliške svetlobe, kar je uporabno pri delu v spreminjajočih pogojih osvetlitve okolice, omogoča pa tudi povečanuje življenjske dobe ojačevalnika svetlobe.

## Uporabnost
- puške
- tanki
- letala
- tovornjaki
- avtomobili
- daljnogledi